# Kiss Judit Ágnes
Kiss Judit Ágnes (Budapest, 1973. május 11. –) József Attila-díjas magyar költő, író, tanár.

## Életpályája
Az Eötvös József Gimnáziumban érettségizett 1991-ben.
Az ELTE magyar szaka (1997) mellett a Pécsi Tudományegyetem Zeneművészeti Főiskolai Karán) oboistának (2005) és a Színház- és Filmművészeti Egyetemen drámatanárnak (2003) is tanult. Az írás mellett színházcsináló, a Nemes Nagy Ágnes Művészeti Szakközépiskolában tanít. Református, a Budapesti Evangélikus Egyetemi Gyülekezetbe jár.

## Kötetei
- Irgalmasvérnő (2006) – versek
- Nincs új üzenet (2007) – versek
- A keresztanya. Szomor Veron történetei; Magyar Napló, Budapest, 2008
- Üdvtörténeti lexikon (2009) – versek
- Koncentrikus korok (2012) – versek
- A keresztanya. Szomor Veron történetei; 3. jav. kiad.; Magyar Napló, Budapest, 2013 (Magyar Napló regénypályázat)
- Kiss Judit Ágnes, Simon Adri, Horváth Orsolya, Debreczeny György; NapSziget a Művészetekért Alapítvány, Budapest, 2013 (4 az 1-ben, 2.)
- Négyszög; Európa, Budapest, 2014
- Szörnyszomszéd; Európa, Budapest, 2015
- A halál milongát táncol; Európa, Budapest, 2017
- Bűbájoskönyv (regény); Atheneum, 2019
- Szlalom; Pesti Kalligram, Budapest, 2021
- Egy nőalak szürke kontúrja. Regény; Kalligram, Budapest, 2023
- A vén fegyverkovácsné plasztikai sebészhez fordul. Versek; Kalligram, Budapest, 2024

## Gyermekirodalom
- Szörnyszomszéd (gyerekversek) – Európa, 2015
- Babaróka ajándéka (mesék) – Pagony, 2018
- Babaróka kertje (mesék) – Pagony, 2018
- A tündérkeresztanya (mesék) – Pagony, 2019
- Zsálya hercegnő és az öregnek hitt herceg; Pagony, Budapest, 2020
- A kalózok és a vajas keksz (mesék), Budapest, 2020
- Babaróka esti meséi; Pagony, Budapest, 2020
- Ki brummog a barlangban? Kitalálós versek; Pagony, Budapest, 2020
- Kórház az osztályteremben; Pagony, Budapest, 2021 (Abszolút töri)
- Kincs a roncson; Pagony, Budapest, 2021 (Most én olvasok!)
- Babaróka karácsonya; Pagony, Budapest, 2021
- Babaróka kistestvére; Pagony, Budapest, 2021
- A Csodabogár; Móra, Budapest, 2021
- Újra nyeregben; Móra, Budapest, 2022 (Már tudok olvasni)
- Babaróka kövecskéi; Pagony, Budapest, 2022
- A hófehér viharmadár; Pagony, Budapest, 2022 (Most én olvasok!)

## Oktatási tevékenységei

### Középiskolában
- Táncsics Mihály 12. évfolyamos iskola 1996–1998
- Lónyay utcai Református Gimnázium 2000–2003
- Fasori Evangélikus Gimnázium 2003–2004
- Egyetemi Katolikus Gimnázium 2004–2007
- Nemes Nagy Ágnes Művészeti Szakgimnázium 2012–

### Egyetemen
- Pannon Egyetem Veszprém drámatanári szak hagyományismeret 2012-2018 tavaszi félév
- Pázmány Péter Tudományegyetem kreatív írás program 2018. 2019. 2020. tavaszi félév

## Műfordításai
- Udvariatlan szerelem – A középkori obszcén költészet antológiája, Prae, 2006
- A nő vágya – musical dalszövegek Pesti Színház, 2009
- Két néni, ha elindul – dalszövegek, Örkény Színház, 2011. október 14.
- Kék angyal – dalszövegek, Örkény Színház, 2013. május 11.

## Színházi munkái[3]
- Máguspárbaj – gyerekdarab (Jelen Teátrum, 2010. szept. 26.)
- A fabáb – musical (a Madách Színház pályázatának 2. helyezettje, Madách Színház, 2011. márc. 3.)
- Prága, főpályaudvar – dráma (a Pécsi Harmadik Színház, 2011. ápr. 7.)
- Égi ajándék – bohózat (Florália tavaszünnep, 2011. május 21.)
- La Machisima – hangjáték (2012. március 25., Kossuth Rádió)
- A kis hableány – dalszövegek, Kaposvári Csiky Gergely Színház, 2009–2010
- Sóska, sültkrumpli – dramaturg, Egri Gárdonyi Géza Színház, 2011. október 14.
- Don Juan menyasszonyai – dalszövegek Dunaújvárosi Színház, 2012. szeptember
- Mindig más – hangjáték Magyar Rádió, 2013
- Fúvósötös – hangjáték Magyar Rádió, 2013
- Anzelm és a kígyólány (Madách Színház musicalpályázat – döntő), 2013

## Részvétele televíziós műsorokban
- Nyugat 100 tévéműsor 2008. A SZÓSZ?! című tévéműsor és antológia 2009
- Alexandra Irodalmi Pódium – beszélgetések kortársakkal 2009-2010
- Lyukasóra tévéműsor és élő klub 2010-2018
- 2017-től 2018-ig az M5 csatorna Érettségi című műsor Magyar nyelv és irodalom adásának szaktanáraként szerepelt.[4]

## Díjai, elismerései
- Mozgó Világ nívódíj (2006)
- Junior Parnasszus díj (2006)
- Artisjus irodalmi díj (2007)
- Móricz Zsigmond-ösztöndíj (2007)
- A Magyar Napló és az Írott Szó Alapítvány regénypályázatának első díja (2007)
- Mozgó Világ nívódíj (2007)
- Déry Tibor-díj (2008)
- NKA drámaírói ösztöndíj (2009)
- Örkény István drámaírói ösztöndíj (2010)
- Bank Austria Literaris írói ösztöndíj (2011)
- József Attila-díj (2012)
- Zelk Zoltán-díj (2012)
- Év gyerekkönyve díja a hat éven aluliak kategóriájában (2019)
- Év gyerekkönyve díja a hét-kilenc éves korosztály kategóriájában (2025)